# ملعب مركز زيبو الرياضي
ملعب مركز زيبو الرياضي هو ملعب كرة قدم يقع في مدينة زيبو، الصين. يتسع الملعب لجلوس 45،000 متفرج. وقد احتضن الملعب مباريات بطولة آسيا تحت 19 سنة لكرة القدم 2010.

## وصلات خارجية
- معلومات عن الملعب